# Liste der Naturdenkmäler in Weiden in der Oberpfalz
Die Liste der Naturdenkmäler in Weiden in der Oberpfalz listet die Naturdenkmäler in der kreisfreien Stadt Weiden in der Oberpfalz in Bayern auf. In Weiden in der Oberpfalz gab es im September 2018 diese 29 nach § 28 BNatSchG geschützten Naturdenkmäler.

## Liste
| Bild | Nummer | Bezeichnung                                                                | Koordinaten                      | Lage | Bemerkung |
| ---- | ------ | -------------------------------------------------------------------------- | -------------------------------- | ---- | --------- |
|      | 1      | Friedenseiche Schlörplatz                                                  | 49° 40′ 37,6″ N, 12° 9′ 58,3″ O  |      |           |
|      | 2      | Jubiläumseiche Schlörplatz                                                 | 49° 40′ 38,3″ N, 12° 9′ 57,6″ O  |      |           |
|      | 3      | Eiche am Finanzamt (ehemaliges Amtsgericht)                                | 49° 40′ 37,6″ N, 12° 9′ 58,3″ O  |      |           |
|      | 4      | Eiche Sebastianstraße                                                      | 49° 40′ 44″ N, 12° 10′ 1,2″ O    |      |           |
|      | 5      | Kopfweidenallee zwischen Sportplatz SpVgg und Schweinnaab                  | 49° 41′ 4,6″ N, 12° 10′ 14,5″ O  |      |           |
|      | 6      | Eiche Edeldorferweg                                                        | 49° 41′ 6″ N, 12° 11′ 13,7″ O    |      |           |
|      | 7      | Gehölz an Hangkante nördlich Almesbach                                     | 49° 40′ 59,5″ N, 12° 11′ 41,4″ O |      |           |
|      | 8      | Feldgehölz nördlich Almesbach                                              | 49° 41′ 0,2″ N, 12° 11′ 56,4″ O  |      |           |
|      | 9      | Zwei Eichen am Gut Almesbach                                               | 49° 40′ 50,3″ N, 12° 11′ 54,2″ O |      |           |
|      | 10     | Baumgruppe am Krumpes (Flur Eglsee)                                        | 49° 40′ 38,6″ N, 12° 10′ 57″ O   |      |           |
|      | 11     | Eiche als Grenzbaum (Ibelnest)                                             | 49° 40′ 27,7″ N, 12° 11′ 41″ O   |      |           |
|      | 12     | Auwaldrest in Hohlweg am Heindlkeller                                      | 49° 40′ 20,6″ N, 12° 11′ 29,4″ O |      |           |
|      | 13     | Hanggehölz am Weg zwischen Hopfenweg und Flur Schirchendorf                | 49° 40′ 14,5″ N, 12° 11′ 24″ O   |      |           |
|      | 14     | Erdkeller und alter Baumbestand an der Leuchtenberger Straße               | 49° 40′ 14″ N, 12° 10′ 52,6″ O   |      |           |
|      | 15a    | Weiherlandschaft (Rest) zwischen Leuchtenberger Straße und Bundesstraße 22 | 49° 40′ 25,3″ N, 12° 10′ 42,2″ O |      |           |
|      | 15b    | Hanggehölz (Rest) am „Neumeier Bergl“                                      | 49° 40′ 32,2″ N, 12° 10′ 48,4″ O |      |           |
|      | 17     | Kopfweidenallee am Kirchsteig                                              | 49° 40′ 29,3″ N, 12° 10′ 18,1″ O |      |           |
|      | 18     | Drei Eichen und eine Esche am Stadtmühlbach                                | 49° 40′ 25,7″ N, 12° 9′ 39,6″ O  |      |           |
|      | 19     | Gehölzsaum am alten Lauf der Naab                                          | 49° 39′ 55,4″ N, 12° 9′ 41,4″ O  |      |           |
|      | 20     | Allee am Leihstadtmühlweg („Seufzerallee“)                                 | 49° 40′ 1,2″ N, 12° 9′ 28,4″ O   |      |           |
|      | 21a    | Quellhorizont, Trockenhänge und Birkenbestand südwestlich Ermersricht      | 49° 39′ 34,6″ N, 12° 8′ 10″ O    |      |           |
|      | 21b    | Baumbestand nördlich Ermersricht                                           | 49° 39′ 41,4″ N, 12° 8′ 15,7″ O  |      |           |
|      | 22     | Baumgruppe (Eichen, Linden, Birken) in der Schustermooslohe (Mooreiche)    | 49° 41′ 44,9″ N, 12° 7′ 34″ O    |      |           |
|      | 23a    | Zwei Eichen an der Neustädter Straße (ehem. „Krausmühle“)                  | 49° 41′ 46,7″ N, 12° 9′ 32,4″ O  |      |           |
|      | 23c    | Eiche an der Neustädter Straße (Wasserwerk)                                | 49° 41′ 49,2″ N, 12° 9′ 23,8″ O  |      |           |
|      | 24     | Birkenbestand beiderseits der Bahnlinie an der Hammerwegsiedlung           | 49° 42′ 10,8″ N, 12° 9′ 58,7″ O  |      |           |
|      | 25     | Zwei Linden in Ullersricht                                                 | 49° 38′ 41,3″ N, 12° 8′ 29″ O    |      |           |
|      | 26     | Kirchenallee in Rothenstadt                                                | 49° 37′ 41,9″ N, 12° 8′ 21,8″ O  |      |           |
|      | 38     | Quellsumpf bei Muglhof                                                     | 49° 39′ 0,4″ N, 12° 15′ 31″ O    |      |           |